# Rue Mado-Maurin
La rue Mado-Maurin est une future voie du 18e arrondissement de Paris située dans le quartier de la Chapelle.

## Situation et accès
La rue est desservie par la ligne 12 à la station Porte de la Chapelle ainsi que la ligne 3b du tramway d'Île-de-France.
Elle commence au rue Pierre-Mauroy et finit au rue des Cheminots.

## Origine du nom
Elle rend hommage à l'artiste Mado Maurin (1915-2013), qui habitait le 18e arrondissement.

## Historique
La voie a été nommée sous le nom provisoire de voie CR/18. Par un arrêté du 14 juin 2019, la voie devient la rue Eva Kotchever, avant de prendre sa dénomination actuelle au Conseil du 18e arrondissement et du Conseil de Paris, officielle depuis le 4 octobre 2019.

## Bâtiments remarquables et lieux de mémoire
- Le quartier de Chapelle international.
- Le parc Chapelle-Charbon.
- La rue Pierre-Mauroy.
- La rue des Cheminots.
- Le square du 21-Avril-1944.
- Le boulevard Ney.